# Yvonne Ransbach

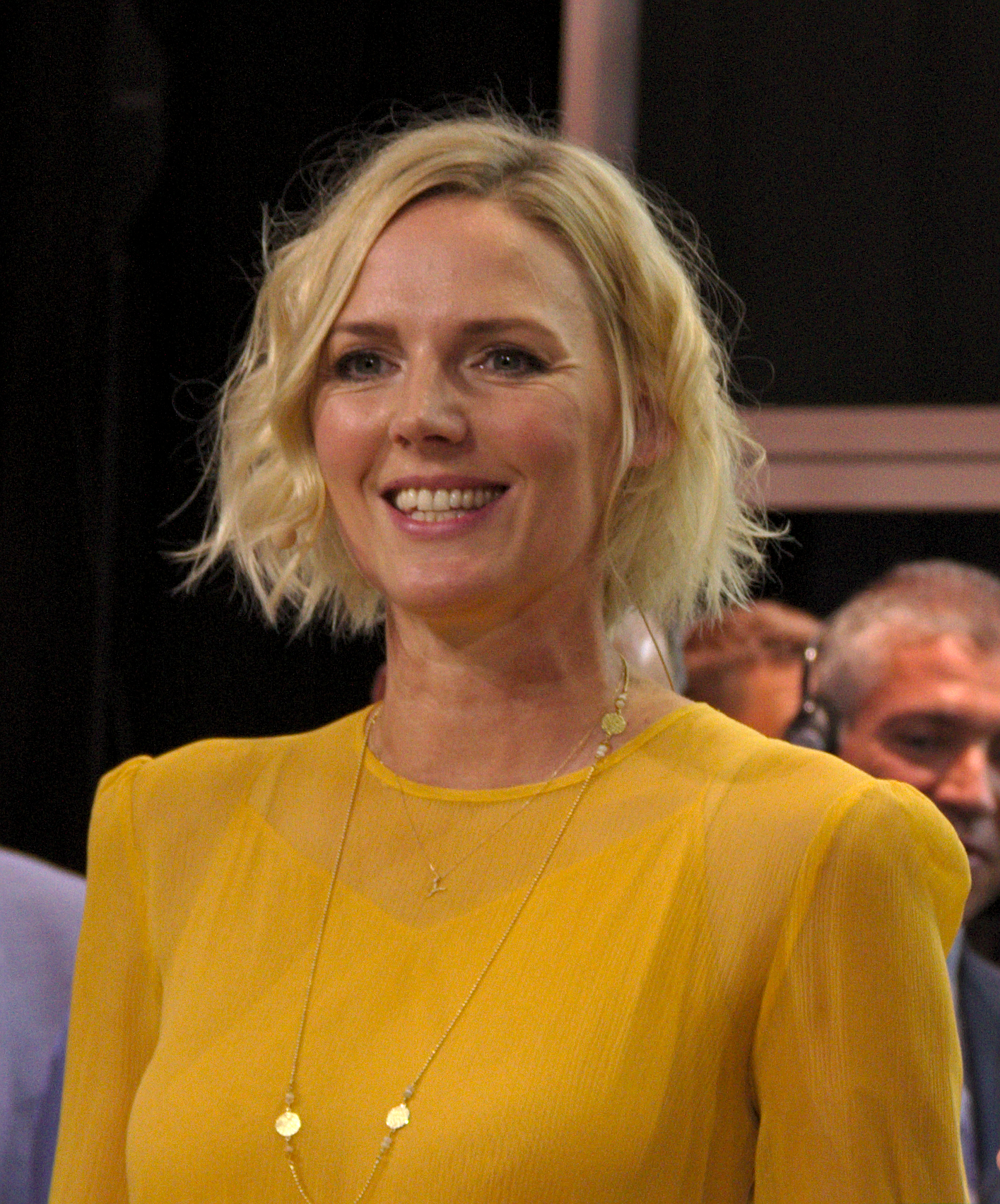
Yvonne Ransbach auf der IAA 2019

Yvonne Ransbach, zeitweise auch Yvonne Trojek, (* 26. März 1975 in Kassel) ist eine deutsche Fernsehmoderatorin und systemischer Coach.

## Leben
Ransbach machte ihr Abitur in Kassel und absolvierte anschließend ein Jurastudium in Mainz. Nach ihrem ersten Staatsexamen machte sie ein Praktikum bei NBC in Mainz und war von 2000 bis 2001 freie Mitarbeiterin in der Nachrichtenredaktion des ZDF. Danach war sie als Nachrichtenredakteurin beim Südwestrundfunk (SWR) und als Reporterin bei Sat.1 tätig. 
Nach einem Volontariat im RTL-Studio Frankfurt bei Guten Abend RTL von 2002 bis 2003 präsentierte sie ab 2003 die Sendung heute im Morgenmagazin. Vom 8. November 2004 bis 16. Mai 2013 moderierte Ransbach das Boulevardmagazin hallo deutschland alternierend mit Ingo Nommsen im ZDF. 2012 wurde sie während ihrer sechsmonatigen Babypause von Sandra Maria Gronewald vertreten. Im Spätsommer 2013 wechselte Ransbach vom ZDF zu Radio Bremen und verstärkte dort bis Januar 2016 das Moderationsteam des Fernsehregionalmagazins buten un binnen. Ihre Nachfolgerin wurde Kirsten Rademacher.
2004 hat sie die Schirmherrschaft für das Ronald McDonald Haus in Mainz übernommen.

## Privates
Von Dezember 2006 bis März 2009 war Ransbach mit Hans-Peter Trojek verheiratet. Sie ist seit 2012 mit ihrem zweiten Ehemann, dem Sportmanager Marc Kosicke, verheiratet. Ihre beiden Söhne wurden 2009 und 2012 geboren. Die Familie wohnte zunächst in Eltville am Rhein und zog im Sommer 2013 nach Bremen um. Nach eigener Aussage in der TV-Sendung „Buten und binnen“ am 15. Januar 2016 verabschiedete sie sich mit dieser Sendung in eine längere Pause – „für die Familie“.